# 어두운 숲 가설
어두운 숲 가설(dark forest hypothesis)은 우주에 외계문명이 실존하지만, 다른 외계문명에게 파괴당할 것을 우려해서 드러나지 않도록 꽁꽁 숨어 있다는 추측이다.
이 가설에 따르면 우주적 문명은 다른 지적 생명체를 불가피한 위협으로 인식하며, 자신의 존재를 알아차릴 수 있는 외계생명체를 파괴하고자 한다. 그래서 외계생명체의 실존을 증거하는 전자기 스펙트럼 증거를 우리는 검출할 수 없는 것이라고 한다. 우주를 “무장한 사냥꾼들이 유령처럼 나무들 사이를 누비는 어두운 숲”으로 비유해서 이런 이름이 붙었다. 어두운 숲 가설은 페르미 역설에 대한 답의 일종이다.